# Amphiroa ephedraea
Amphiroa ephedraea (Lamarck) Decaisne, 1842 é o nome botânico de uma espécie de algas vermelhas pluricelulares do gênero Amphiroa.
- São algas marinhas encontradas na África, Ásia, Austrália e em Fiji.

## Sinonímia
- Corallina ephedraea Lamarck, 1815
- Amphiroa fusoides J. V. Lamouroux, 1816
- Amphiroa gaillonii J. V. Lamouroux, 1816
- Amphiroa poeppigii Endlicher & Diesing, 1845
- Amphiroa gueinzii Harvey, 1849